# دایشا اندرسون
دایشا اندرسون (انگلیسی: Daisha Anderson) یک شخصیت خیالی در سریال درام پزشکی بی‌بی‌سی، هالبی سیتی است که توسط بازیگر ربه‌کا گرانت بازی می‌شود.